# Buzz Osborne
Roger Osborne (Montesano, Washington, 25 de marzo de 1964), de nombres artísticos Buzz Osborne o King Buzzo, es un músico estadounidense. Es el guitarrista, vocalista y compositor de Melvins. Es también miembro de Fantômas, Venomous Concept y de Fecal Matter.

## Biografía
A comienzos de los años 80, Osborne fundó Melvins con el bajista Matt Lukin y el batería Mike Dillard, todos ellos alumnos del instituto de Montesano, en el que se graduaron en 1982. En sus comienzos, la banda tocaba versiones de temas de The Who y Jimi Hendrix, pero cambiaron de orientación cuando Buzz descubrió grupos como Black Flag, Flipper o Millions of Dead Cops, practicando un estilo más rápido que el hardcore punk. Cuando Dillard dejó la banda en 1984 se reclutó a Dale Crover de una banda de versiones de Iron Maiden. A causa de esto, los integrantes de Melvins se trasladaron a la casa de Crover en Aberdeen, Washington. Hacia esta época volvieron a cambiar de estilo, interpretando música más lenta y pesada que todas las bandas de la zona.
En 1986, la banda publicó el EP Six Songs en el sello C/Z Records, grabado en una actuación en Ironwood el 8 de febrero de 1986. En diciembre de ese mismo año grabaron su primer álbum grande, Gluey Porch Treatments, que fue publicado en 1987 en el sello Alchemy Records.
En 1988 Crover y Osborne se trasladaron a San Francisco, California, donde la banda grabó Ozma en 1989. En 1990, Crover ocupó el puesto de batería en la gira que Nirvana tenía con Sonic Youth. Viendo la necesidad de Nirvana por encontrar a un baterista, Osborne le dio el número de teléfono de Krist Novoselic al baterista de Scream, Dave Grohl, que acabó convirtiéndose en miembro oficial de la banda.
Buzz Osborne vive actualmente con su esposa Mackie en Hollywood. Osborne decidió no tener hijos.

## Las principales influencias y legado
Osborne ha remarcado, "Desde muy temprana edad yo estaba interesado en la música underground. Nunca aprecié los grandes espectáculos del estadio en el primer lugar- Corté mis dientes de leche musicalmente en programas más pequeños. Una base mucho más íntimo. Esa es la lección que aprendí del punk rock que nunca se me olvidó. que se extiende hasta nuestros días ". Como se menciona antes, tenía un muy amplio abanico de influencias musicales desde su infancia, que van desde arena rock al glam rock al punk después power pop y mucho más. Osborne ha llamado a sí mismo de toda la vida un "antropólogo musical" y afirmó que "ya que nunca crecí rodeado de gente que me dio ninguna indicación de cómo uno se suponía que actuar, yo estaba igual de emocionado de ver los Kinks como estaría por ver a una banda de punk rock. O Cheap Trick. "En cuanto a la música hip hop, ha declaró que su álbum de rap favorito es de Run-DMC Raising Hell.
A pesar de tener una amplia gama de estilos jugados por su banda, los Melvins se han referido como siendo como 'padrinos' del movimiento grunge

## Discografía
| Fecha de lanzamiento                                                                  | Título                                                        | Sello                       | Trabajo                              |
| 1998                                                                                  | The Cows: Sorry In Pig Minor                                  | Amphetamine Reptile Records | Productor                            |
| 1999                                                                                  | Goatsnake: Goatsnake 1                                        | Southern Lord Records       | Productor y mezclas en "Dog Catcher" |
| 12 de diciembre de 2000                                                               | Tool: Salival                                                 | Volcano II                  | Segunda guitarra en "You Lied"       |
| 18 de septiembre de 2001                                                              | Tweaker: The Attraction to All Things Uncertain               | Waxpoitation                | Compositor y guitarra en "Swamp"     |
| 2004                                                                                  | Varios Artistas: Spin the Bottle: An All-Star Tribute to KISS | Koch Records                | Voz en "God of Thunder"              |
| 2007                                                                                  | Lustmord : Juggernaut                                         | Hydra head records          | Guitarra y voz                       |
| con Fantômas                                                                          |                                                               |                             |                                      |
| Fecha de lanzamiento                                                                  | Título                                                        | Sello                       | Número de catálogo                   |
| 26 de abril de 1999                                                                   | Fantômas (aka 'Amenaza al mundo')                             | Ipecac Recordings           | IPC-001                              |
| 9 de julio de 2001                                                                    | The Director's Cut                                            | Ipecac Recordings           | IPC-017                              |
| 1 de abril de 2002                                                                    | Millennium Monsterwork 2000 junto con The Melvins             | Ipecac Recordings           | IPC-019                              |
| 27 de enero de 2004                                                                   | Delìrium Còrdia                                               | Ipecac Recordings           | IPC-045                              |
| 5 de abril de 2005 (edición limitada) 14 de junio de 2005                             | Suspended Animation                                           | Ipecac Recordings           | IPC-062 (edición limitada) IPC-065   |
| con The Melvins Artículo principal: Anexo:Discografía de Melvins con Venomous Concept |                                                               |                             |                                      |
| Fecha de lanzamiento                                                                  | Título                                                        | Sello                       | Número de catálogo                   |
| 29 de junio de 2004                                                                   | Retroactive Abortion                                          | Ipecac Recordings           | IPC-051                              |